# Mellem to verdener (dokumentarfilm fra 1962)
|  | Denne artikel er oprettet af botten Steenthbot ud fra en ekstern database. Den kan derfor have sproglige fejl eller mangler. Denne skabelon kan fjernes efter kontrol af indholdet. |

 For alternative betydninger, se Mellem to verdener. (Se også artikler, som begynder med Mellem to verdener)
Mellem to verdener er en dansk dokumentarfilm fra 1962 instrueret af Sven Methling og efter manuskript af Hans Hansen.

## Handling
En film om de tunghøres vanskeligheder og om de måder, hvorpå man søger at hjælpe dem - hvis de vil hjælpes.